# Geosesarma notophorum
Geosesarma notophorum is een krabbensoort uit de familie van de Sesarmidae. De wetenschappelijke naam van de soort is voor het eerst geldig gepubliceerd in 1995 door Ng & C. G. S. Tan.